# 2010-es Red Bull Air Race Világkupa

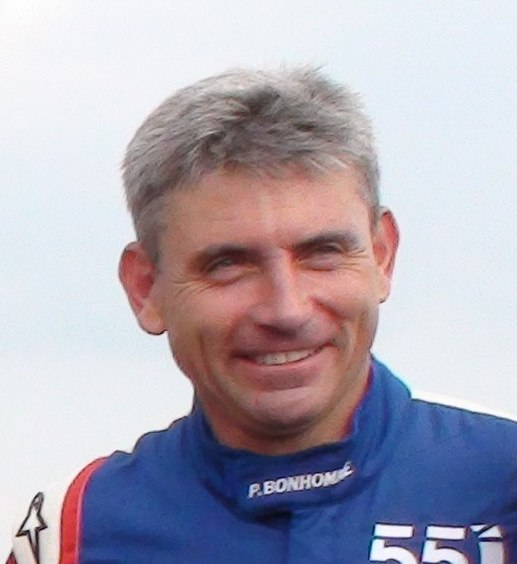
A kétszeres Air Race világbajnok Paul Bonhomme

A 2010-es Red Bull Air Race Világkupa szezon nyolcadszorra került megrendezésre. Paul Bonhomme lett a bajnok a második egymást követő évben is, mind a hat fordulóban az első három hely valamelyikén végzett, melyből kettőt megnyert. Hannes Arch lett a második négy győzelemmel, négy ponttal maradt le Bonhomme-tól, miután a szezonnyitón Abu-Dzabiban csak a 11. lett. Nigel Lamb a harmadik helyen végzett három 2. és 4. helyezéssel.
A szezon végén a Red Bull Air Race GmbH bejelentette, hogy a sorozat egy év szünetet tart 2011-ben, hogy átszervezze és megerősítse fejlesztési és kereskedelmi szempontból a sorozatot.

## Versenyzők és repülőgépek
| Rajtszám | Pilóta             | Repülőgép | Versenyek |
| -------- | ------------------ | --------- | --------- |
| 4        | Kirby Chambliss    | Edge 540  | Összes    |
| 5        | Besenyei Péter     | MXS-R     | Összes    |
| 7        | Adilson Kindlemann | MSX-R     | 1         |
| 8        | Martin Šonka       | Edge 540  | Összes    |
| 9        | Nigel Lamb         | MXS-R     | Összes    |
| 18       | Sergey Rakhmanin   | MXS-R     | Összes    |
| 21       | Matthias Dolderer  | Edge 540  | Összes    |
| 27       | Nicolas Ivanoff    | Edge 540  | Összes    |
| 28       | Hannes Arch        | Edge 540  | Összes    |
| 31       | Muroja Josihide    | Edge 540  | 1–4, 6    |
| 36       | Alejandro Maclean  | MXS-R     | Összes    |
| 55       | Paul Bonhomme      | Edge 540  | Összes    |
| 84       | Pete McLeod        | Edge 540  | Összes    |
| 95       | Matt Hall          | MXS-R     | 1–4, 6    |
| 99       | Michael Goulian    | Edge 540  | Összes    |

### Új pilóták
Két új pilóta csatlakozott a 2010-es Red Bull Air Race sorozathoz, Martin Šonka Csehországból és Adilson Kindlemann Brazíliából. Mike Mangold és Glen Dell elhagyta a sorozatot.

## Versenynaptár és eredmények
| Verseny | Helyszín                       | Ország                  | Dátum            | Selejtező győztese | Győztes pilóta    | Győztes repülőgép |
| ------- | ------------------------------ | ----------------------- | ---------------- | ------------------ | ----------------- | ----------------- |
| 1       | Mina' Zayid, Abu Dzabi         | Egyesült Arab Emírségek | Március 26–27.   | Hannes Arch        | Paul Bonhomme     | Edge 540          |
| 2       | Swan folyó, Perth              | Ausztrália              | Április 17–18.   | Paul Bonhomme      | Hannes Arch       | Edge 540          |
| 3       | Flamengo Beach, Rio de Janeiro | Brazília                | Május 8–9.       | Hannes Arch        | Hannes Arch       | Edge 540          |
| 4       | Windsor, Ontario               | Kanada                  | Június 5–6.      | Nigel Lamb         | Hannes Arch       | Edge 540          |
| 5       | New York                       | Egyesült Államok        | Június 19–20.    | Hannes Arch        | Paul Bonhomme     | Edge 540          |
| 6       | EuroSpeedway Lausitz           | Németország             | Augusztus 7–8.   | Paul Bonhomme      | Hannes Arch       | Edge 540          |
| 7       | Duna, Budapest                 | Magyarország            | Augusztus 19–20. | A verseny törölve  | A verseny törölve | A verseny törölve |
| 8       | Lisszabon                      | Portugália              | Szeptember 4–5.  | A verseny törölve  | A verseny törölve | A verseny törölve |

## Világbajnokság állása
| Helyezés | Pilóta             | UAE | AUS | BRA | CAN | USA | GER | Pont |
| -------- | ------------------ | --- | --- | --- | --- | --- | --- | ---- |
| 1        | Paul Bonhomme      | 1   | 3*  | 3   | 2   | 1   | 2*  | 64   |
| 2        | Hannes Arch        | 11* | 1   | 1*  | 1   | 4*  | 1   | 60   |
| 3        | Nigel Lamb         | 2   | 4   | 2   | 4*  | 2   | 4   | 55   |
| 4        | Kirby Chambliss    | 6   | 8   | 5   | 3   | 3   | 6   | 41   |
| 5        | Pete McLeod        | 5   | 5   | 7   | 9   | 5   | 8   | 33   |
| 6        | Nicolas Ivanoff    | 9   | 6   | 6   | 7   | 6   | 5   | 33   |
| 7        | Matt Hall          | 8   | 2   | 4   | DSQ |     | 3   | 31   |
| 8        | Matthias Dolderer  | 7   | 7   | 10  | 5   | 10  | 7   | 26   |
| 9        | Michael Goulian    | 4   | 11  | 8   | 6   | 7   | 13  | 24   |
| 10       | Besenyei Péter     | 3   | 10  | 11  | 10  | 8   | 9   | 21   |
| 11       | Alejandro Maclean  | 12  | 13  | 9   | 11  | 9   | 10  | 9    |
| 12       | Muroja Josihide    | 10  | 9   | 12  | DNS |     | 12  | 5    |
| 13       | Sergey Rakhmanin   | 15  | 12  | 14  | 8   | 12  | 14  | 4    |
| 14       | Martin Šonka       | 13  | 14  | 13  | 12  | 11  | 11  | 2    |
| 15       | Adilson Kindlemann | 14  |     |     |     |     |     | 0    |
| Helyezés | Pilóta             | UAE | AUS | BRA | CAN | USA | GER | Pont |

- (*) a kvalifikáción elért legjobb időeredményért plusz egy pont jár
- DSQ, EX – Kizárva
- DNS – Nem indult